# Циганський барон (фільм)
«Циганський барон» — радянський телевізійний музичний фільм, поставлений на студії «Лентелефільм» у 1988 році режисером Віктором Окунцовим за однойменною опереттою Йоганна Штрауса.

## Сюжет
З мандрівок на батьківщину повертається барон Шандор Барінкай, який в своєму родовому маєтку застає табір циган. Шандор закохується в Саффі, робить шлюб за циганським звичаєм. Циганський табір намагається вижити з території місцевий багатій свиноторговець Зупан. Шандор очолює опір проти Зупана, за що отримує титул «циганського барона» і тюремний арешт з боку комісії моральності. Вирішує ситуацію губернатор Омонай, який пізнає в Шандорі свого племінника, спадкоємця поміщика Барінкая, тут же з'ясовується, що Саффі — не циганка, а його кузина, багата спадкоємиця знатного графського роду

## У ролях
- Кіра Данилова — Саффі, дочка губернатора барона Омоная (співає Любов Казарновська)
- Віктор Краславський — Шандор Барінкай (співає Олег Кльонов)
- Микола Трофімов — Зупан, батько Арсени, барон-свинолюб
- Ольга Волкова — Мірабелла
- Людмила Філатова — Чіпра
- Андрій Анкудінов — Стефан
- Володимир Козлов — Карнеро, королівський суддя
- Олена Перцева — Арсена (співає Ольга Кондіна)
- Ігор Дмитрієв — Омонай, губернатор (співає Альфред Шаргородський)
- Ігор Бєдних — наречений Арсени
- Борис Смолкін — слуга Зупана
- Тетяна Ніколаєва — епізод
- Ігор Іванов — ад'ютант губернатора Омоная
- Анатолій Дергачов — епізод

## Знімальна група
- Композитор: Йоганн Штраус «Циганський барон»
- Автор сценарію: Віктор Окунцов, Василь Шкваркін
- Режисер-постановник: Віктор Окунцов
- Оператор-постановник: Микола Горський
- Художник-постановник: Володимир Лебедєв
- Музичний керівник і диригент: Станіслав Горковенко